# Sekyere South
Sekyere South är ett distrikt i Ghana.   Det ligger i regionen Ashantiregionen, i den centrala delen av landet, 210 km nordväst om huvudstaden Accra. Antalet invånare är 117 652. Arean är 770 kvadratkilometer. Administrativ huvudort är Agona.
Terrängen i Sekyere South är platt åt sydväst, men åt nordost är den kuperad.